# Telmatobius pinguiculus
Telmatobius pinguiculus är en groddjursart som beskrevs av Esteban O. Lavilla och Laurent 1989. Telmatobius pinguiculus ingår i släktet Telmatobius och familjen Ceratophryidae. IUCN kategoriserar arten globalt som otillräckligt studerad. Inga underarter finns listade i Catalogue of Life.